# 랄프 샘슨

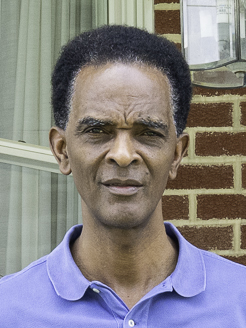

랄프 샘슨(Ralph Sampson, 본명: Ralph Lee Sampson Jr., 1960년 7월 7일 ~ )는 미국의 전직 프로 농구 선수이다. 네이스미스 농구 명예의 전당 회원이다. 7피트 4인치(2.24m)의 신동이자 올해의 대학 국가대표 선수로 3회 선정되었으며 1983년 NBA 드래프트에서 전체 1순위로 선정된 샘슨은 NBA(전미 농구 협회)에 큰 기대를 안겨주었다.
NBA 올해의 신인인 샘슨은 부상이 시작되기 전까지 휴스턴 로케츠에서 첫 3시즌 동안 평균 20.7득점과 10.9리바운드를 기록했다. 이후 세 번의 무릎 수술을 받고 프로 농구에서 12시즌을 보낸 후 그는 1995년 NBA 올스타에 4회 선정되었고 1985년 NBA 올스타 게임에서 NBA 올스타 게임 최우수 선수(MVP)로 은퇴했다.

## 프로 경력
- 휴스턴 로케츠(1983~1987)
- 골든스테이트 워리어스(1987~1989)
- 새크라멘토 킹스 (1989-1991)
- 워싱턴 불렛츠(1991~1992)
- 유니카하 론다 (1992)
- 록퍼드 라이트닝(1994~1995)